# Sabata (1969.)
Sabata (tal. Ehi amico ... c'è Sabata, hai chiuso!) je talijanski špageti vestern iz 1969., kojeg je režirao Gianfranco Parolini. Sabata je prvi film iz Parolinijeve Sabata trilogije. U filmu glavnog lika tumači glumac Lee Van Cleef.

## Radnja
Sabata, čovjek koji mnogo ne govori, stiže u mali teksaški grad u kojem se, za vrijeme njegova boravka, događa pljačka banke. Stigavši ondje Sabata otkriva kako je pljačka bila skovana od strane gradskih čelnika, koji žele prodati grad željeznici. Saznavši prethodno spomenuto, Sabata se odlučuje na ucjenu glavnog čovjeka, zaslužnog za planiranje pljačke, Stengela. Nadalje, Sabatina ucjena dovodi do toga da Stengel na njega šalje razne bitange koje ga pokušavaju ubiti, među kojima se posebno ističe ubojica po imenu Banjo, koji je dobio nadimak po bendžu (eng. Banjo) kojeg nosi sa sobom u svrhu prikrivanja svoje puške.

## Glavne uloge
- Lee Van Cleef kao Sabata
- William Berger kao Banjo
- Ignazio Spalla kao Carrincha
- Aldo Canti kao Indio
- Franco Ressel kao Stengel
- Antonio Gradoli kao Ferguson
- Linda Veras kao Jane
- Claudio Undari kao Oswald
- Gianni Rizzo kao sudac O'Hara

## Također pogledajte
- Adios, Sabata
- Return of Sabata

## Vanjske poveznice
- Sabata u internetskoj bazi filmova IMDb-a
- Sabata  Arhivirana inačica izvorne stranice od 6. ožujka 2021. (Wayback Machine) na All Movie Guide
- Sabata na Shobary's Spaghetti Westerns  Arhivirana inačica izvorne stranice od 17. rujna 2008. (Wayback Machine)